# Donald Maclean (szpieg)

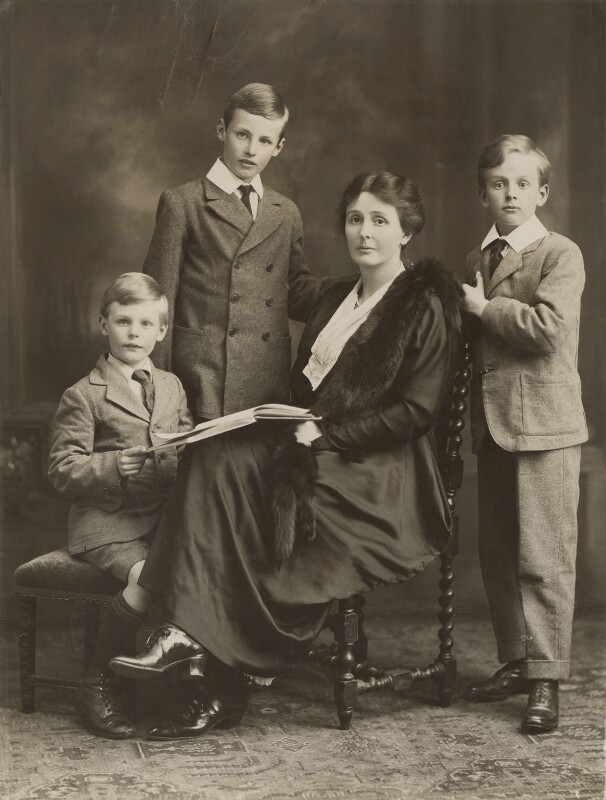
Donald Maclean (pierwszy z lwej) na fotografii z 1920

Donald Maclean, ps. HOMER, LYRIC, SIROTA, WAISE (ur. 25 maja 1913 w Londynie, zm. 6 marca 1983 w Moskwie) – brytyjski dyplomata, jeden z agentów tzw. siatki szpiegowskiej Cambridge (piątka z Cambridge) – sowieckiego wywiadu cywilnego (INO NKWD, później KGB).

## Życiorys
Był synem brytyjskiego polityka liberalnego Donalda Macleana. Wykształcenie odebrał w Gresham’s School i w Trinity Hall Uniwersytetu Cambridge. W Cambridge został komunistą, a w roku 1934 został zwerbowany przez Guya Burgessa i Anthony Blunta do współpracy z wywiadem sowieckim (INO NKWD). Współpracę rozpoczął i kontynuował z pobudek ideologicznych. Z polecenia centrali zerwał wszelkie kontakty z partią komunistyczną i aplikował o przyjęcie do brytyjskiej służby dyplomatycznej. W sierpniu 1935 zdał celująco egzaminy w Foreign Office i październiku 1935 roku został jego urzędnikiem w Wydziale Ligi Narodów i Państw Zachodnich. Rozpoczął przekazywanie tajnych dokumentów dyplomatycznych nielegałowi INO Arnoldowi Deutschowi a później Teodorowi Małemu. Został nastawiony na robienie szybkiej kariery dyplomatycznej.
We wrześniu 1938 został wysłany na pierwszą placówkę jako trzeci sekretarz ambasady brytyjskiej w Paryżu, którym pozostawał do upadku Francji i ewakuacji ambasady w czerwcu 1940. Systematycznie dostarczał informacji NKWD, szczególnie po zawarciu paktu Ribbentrop-Mołotow i ataku Niemiec na Francję. Po ewakuacji został awansowany na drugiego sekretarza i skierowany do nowo utworzonego Wydziału Ogólnego Foreign Office, zajmującego się współpracą z ministerstwami żeglugi, dostaw i wojny gospodarczej. Wydział Ogólny zajmował się również stacjonowaniem w Wielkiej Brytanii wojsk sojuszniczych, którymi do przybycia US Army w 1943 były Polskie Siły Zbrojne na Zachodzie i oddziały Wolnych Francuzów. Polskie Siły Zbrojne były obiektem szczególnego zainteresowania centrali NKWD i Anatolija Gorskiego, oficera prowadzącego Macleana. Maclean dostarczał informacji w tym zakresie, najintensywniej po ujawnieniu grobów ofiar zbrodni katyńskiej w kwietniu 1943. Materiały otrzymane od Macleana tylko w 1942 zapełniły ponad 45 tomów w archiwach Centrali.
Wiosną 1944 został przeniesiony do USA, gdzie szybko awansował do funkcji pierwszego sekretarza ambasady, którym pozostawał do 1948. Miarą wagi jaką NKGB przywiązywał do Macleana, było wysłanie w ślad za nim Anatolija Gorskiego. W początkach 1945 przekazał centrali informację o brytyjsko-amerykańskiej współpracy w budowie bomby atomowej. W operacji Venona widniał pod pseudonimem HOMER. Miał stały dostęp do tajnych materiałów ze spotkań prezydenta USA, premiera Wielkiej Brytanii i wielu innych tajnych materiałów, które przekazywał swoim prowadzącym. Donosił o anglo-amerykańskich przygotowaniach do konferencji w Jałcie, która rozstrzygnęła ostatecznie o narzuceniu Polsce rządu powołanego i kontrolowanego przez Stalina (głównym źródłem i agentem NKGB na konferencji był Alger Hiss, członek delegacji USA, doradca Franklina Delano Roosevelta). W lutym 1947 został współsekretarzem mieszanego komitetu, który koordynował brytyjsko-amerykańsko-kanadyjską politykę nuklearną. W październiku 1948 został radcą kancelarii ambasady w Kairze. Materiały, które przekazywał wywarły wpływ na politykę Moskwy tuż przed wybuchem wojny koreańskiej w czerwcu 1950. Stały stres i obawa przed zdemaskowaniem pogłębiły alkoholizm Macleana, który rozwinął się już na placówce w Paryżu. W lipcu 1950 w stanie upojenia włamał się wraz z przyjacielem do mieszkania dwóch pracownic ambasady i zdemolował je. W kilka dni później został odesłany na urlop i skierowany do psychiatry, który stwierdził wyczerpanie spowodowane przepracowaniem, kłopotami rodzinnymi i tłumionym homoseksualizmem. Jesienią 1950 powrócił do pracy w sekcji amerykańskiej Foreign Office.
Wiosną 1951 dekryptaż kolejnych depesz w ramach operacji Venona pozwolił ustalić tożsamość agenta o kryptonimie HOMER z Macleanem. Pomimo zdemaskowania Macleana MI5 nie miała dowodów pozwalających na postawienie go przed sądem – operacja Venona była bowiem otoczona ścisłą tajemnicą. MI5 wzięła Macleana pod obserwację, a przebywający w Waszyngtonie Kim Philby przekazał przez Guya Burgessa ostrzeżenie o zdemaskowaniu. Jurij Modin – oficer prowadzący KGB zorganizował ewakuację Macleana i Burgessa do Moskwy. Przez Francję i Austrię, z wykorzystaniem fałszywych dokumentów dotarli do ZSRR. Ucieczka Burgessa i Macleana rzuciła podejrzenie na Kima Philbiego, który został w grudniu 1951 poddany „prawnemu przesłuchaniu” przez MI5 i zrezygnował z pracy w Intelligence Service (MI6).
W Moskwie Maclean (jako Mark Petrowicz Fraser) pracował krótko jako nauczyciel angielskiego w Kujbyszewie, następnie współpracował z MSZ ZSRR i Instytutem Gospodarki Światowej i Stosunków Międzynarodowych.
W 1953 roku do Macleana dołączyła jego żona z trójką dzieci. W 1979 opuściła go wyjeżdżając na Zachód. Dzieci również po dłuższym pobycie w ZSRR wyjechały do Wielkiej Brytanii i Stanów Zjednoczonych.
Odznaczony Orderem Czerwonego Sztandaru Pracy.